# مهتاري زيارت (جهاد أباد كرمان)
مهتاري زیارت (بالفارسية: مهتاری زیارت) هي منطقة سكنية تقع في إيران في البلدة المركزية. يقدر عدد سكانها بـ 1056 نسمة بحسب إحصاء 2016.